# ハンムラビ法典

ハンムラビ法典の文面 楔形文字で記録されている

ハンムラビ法典（ハンムラビほうてん、英語: Code of Hammurabi）は、紀元前1792年から1750年にバビロニアを統治したハンムラビ（ハムラビ）王が晩年に発布した法典。メソポタミア文明最盛期のものであり、アッカド語が使用され、楔形文字で記されている。
ハンムラビ法典は、ウル・ナンム法典、リピト・イシュタル法典、エシュヌンナ法典に次ぐ、完全な形で残る世界で4番目に古い法典である。

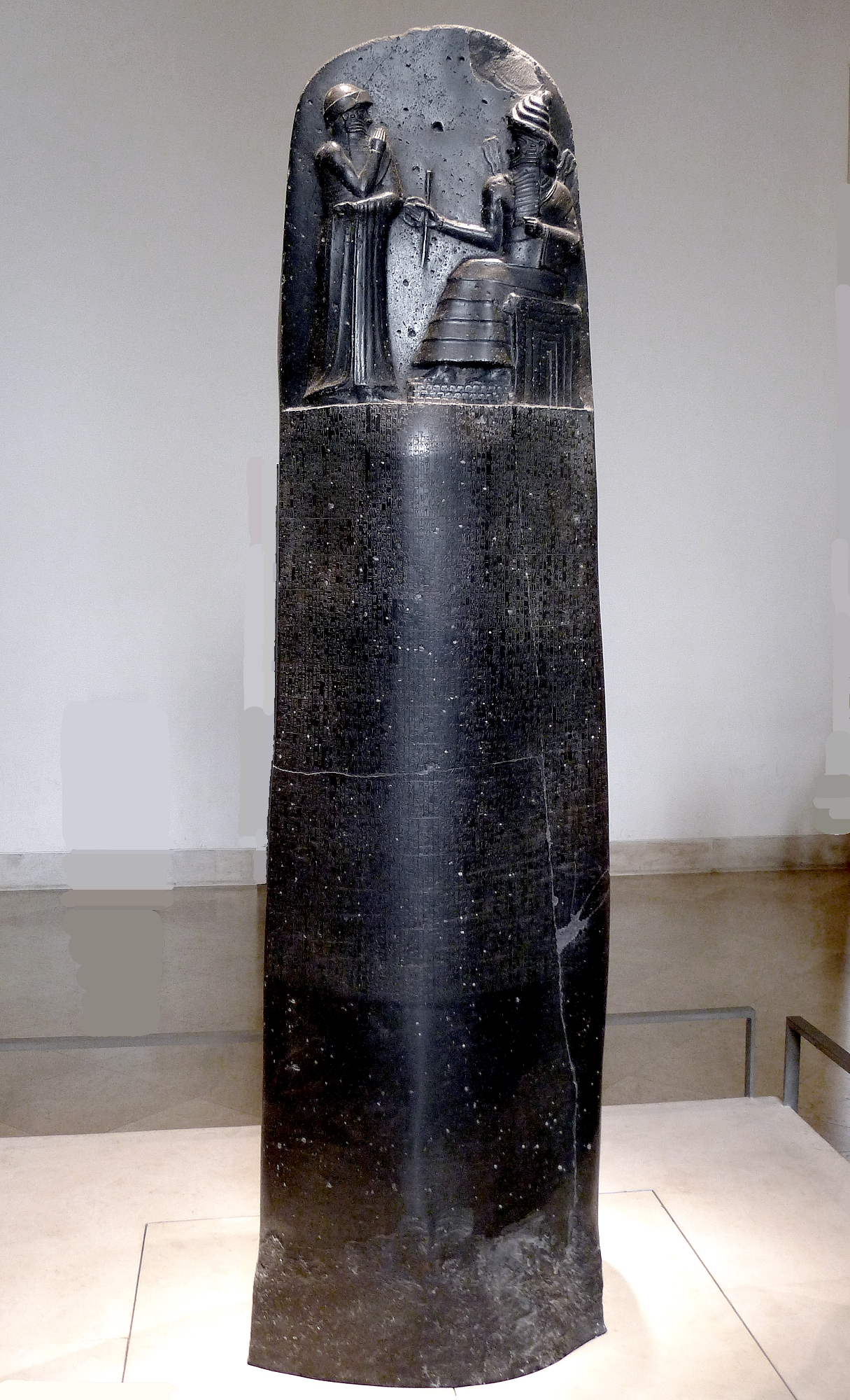
ハンムラビ法典が記録された石棒(→裏側)、ルーブル美術館所蔵

## 歴史
ハンムラビ法典は、楔形文字の基本テキストともなり、条文作成から数百年以上に渡りメソポタミアの書紀らにより粘土板に書き写されたので、その粘土板も多数出土している（粘土板は石柱の欠けた部分の文章を補うための資料ともなっている）。
後に石柱にも刻まれ、バビロンのマルドゥク神殿に置かれた（ルーブル美術館では、正義の神である太陽神シャマシュの町シッパルに建てられたとする）。石柱は作成から約600年後の紀元前12世紀にエラムの王により戦利品として略奪されスサに持ち去られた。
1901年、高さ2.25ｍの石柱（石棒）に刻まれたものがフランス人考古学者の手によりイランのスサで発見された。石柱の高さは2ｍ25cm、周囲は上部が1ｍ65cm、下部が1ｍ90cmで、発見当時は大きく3つに破損していた。石柱の材質は玄武岩。実物は現在フランスパリにあるルーヴル美術館が所蔵している。

## 構成
「前書き・本文・後書き」の3部構成となっている。本文は慣習法を成文化した282条からなり、13条及び66-99条が失われている。前書きにはハンムラビの業績が述べられており、後書きにはハンムラビの願いが記されている。

## 法的な特徴

### 罪刑法定主義、およびタリオの法（同害報復）
ハンムラビ法典196・197条にかかれている法的な内容は、現代では学術的にはタリオの法と言い、同害報復（どうがいほうふく）の法ともいう。いわゆる、「目には目を、歯には歯を」という言葉に表される規定は同害報復（タリオ）と呼ばれ、罪刑法定主義の起源とされる。
被害者と同じ程度の害を加えることを上限に、加害者に、報復を認める処罰法である。これは、処罰は犯罪に対する応報であるから同程度が適切だ、とする考え方に基づいており、報復の上限を設ける法律である。過度な復讐を防ぐ目的がある。犯罪に対して厳罰を加えることを目的にしているわけではない。
以前は「同害報復は古代における粗野で野蛮な刑罰」とされてきたが、「倍返しのような過剰な報復を禁じ、同等の懲罰にとどめて報復合戦の拡大を防ぐ」すなわち、予め犯罪に対応する刑罰の限界を定めることがこの条文の本来の趣旨である。
このような刑罰思想は先行するウル・ナンム、リピト・イシュタール、エシュヌンナの各法典には見られない。
（なお、旧約聖書、新約聖書の各福音書にも似た記述がある。後述）
なお、現代の刑法学においても近代刑法への歴史的に重要な規定となったとされている。
現代の非学術的な場面では、「目には目を、歯には歯を」の一節だけが独り歩きし、全文を読まない人が多く、誤解される傾向がある。
身分による違い
ただしタリオの法を適用するのは、あくまで対等な身分同士の者だけである。その前の195条には、子がその父を打ったときはその手を切られる、205条に奴隷が自由民の頬をなぐれば耳を切り取られるといった条項がある。

### 弱者救済、被害者救済
奴隷の権利、女性の権利
ハンムラビ法典の趣旨は、財産の保障なども含まれており、奴隷階級であっても一定の権利を認め、条件によっては奴隷解放を認める条文が存在し、女性の権利（女性の側から離婚する権利、夫と死別した寡婦を擁護する条文）が含まれている。後世のセム系民族の慣習では、女性の権利はかなり制限されるのでかなり異例だが、これは女性の地位が高かったシュメール文明の特徴を示している。
後書きに、「強者が弱者を虐げないように、正義が孤児と寡婦とに授けられるように」の文言がある。
被害者や遺族の救済
また、犯罪被害者や遺族に対して、加害者側に賠償を命じる条文や、加害者が知れない場合に公金をもって損害を補償する条文も存在し、かつ被害の軽重に応じて賠償額まで定めてある。

### 等価の概念
経済学者のカール・ポランニーは、ハンムラビ法典の負債取り消しに関する記述や、報酬にかかる費用などを研究し、当時の社会での等価は市場メカニズムではなく慣習または法によって決められていたと論じた。
近代的な等価概念との相違点として、私益のための利用を含まないこと、および等価を維持する公正さを挙げる。

### 他

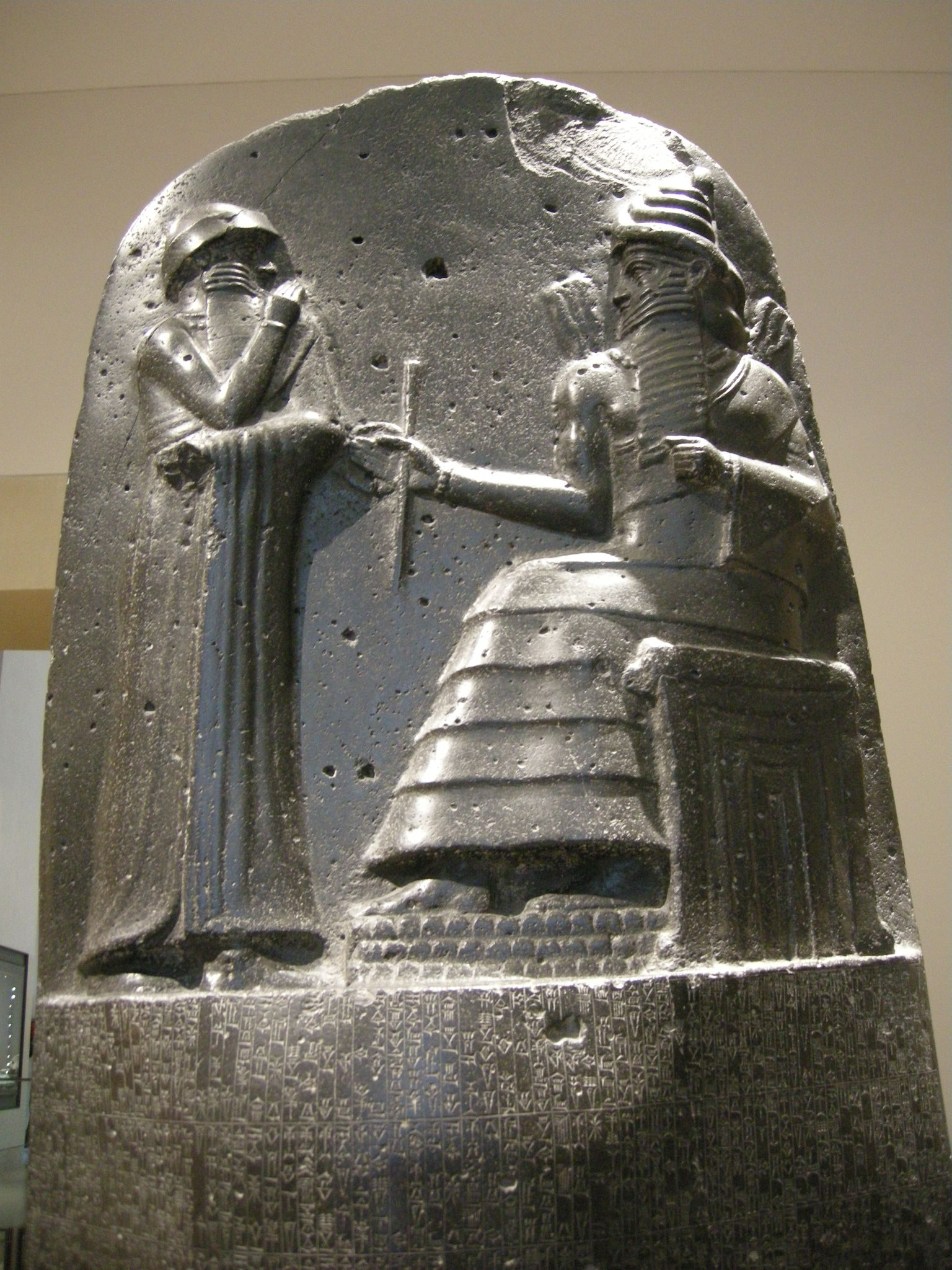
王と太陽神シャマシュとの王権叙任

現代人の倫理観や常識をそのまま当てはめることはできないが、結果的にこれらの条文は、現代の人権擁護や男女平等と同類の指向を持つ条文である。
「ハンムラビ法典は太陽神シャマシュからハンムラビ王に授けられた」という形で伝えられるが、特定の宗教的世界観に偏った内容ではない。身分階級の違いによって刑罰に差はあるが、人種差別、宗教差別をした条文はみられない。

## ジャン・ボテロによる指摘
アッシリア学研究者ジャン・ボテロの見解では、ハンムラビ法典はバビロニア王ハンムラビの所信表明の意味合いが強いと主張している。根拠は、法典内容と、実際にバビロニアから発掘された粘土板による記録を精査すると、かならずしも法典内容と実際の判決が一致していないことによる。このことから、ハンムラビ法典の内容そのものはハンムラビ王が即位する前後に王としてどのような法改正を行うかを表明したもので、「実際の法改正・司法制度の制定、運用にあたっては法典内容よりも訂正が加えられた」とする意見もある。

## ハンムラビ法典と聖書
モーセの律法書のもとになったとみなす学者もいるが、内容的に大きく異なる。
ハンムラビ法典の「目には目」と旧約聖書出エジプト記21章、レビ記24章、申命記19章における「目には目」の律法が似ているため、その関係がよく取り上げられるが、その詳細は異なる。ハンムラビ法典は上述のように、身分の違いによってその刑罰が異なるのに対し、聖書律法は身分の違いによる刑罰の軽重はない。また、聖書の律法は、神と家族間に対する罪など、倫理的な罪はそれと比べて重い処罰が課せられ、物品等の損害など商業的罪に関してはそれと比べ軽い罪が課せられている（en:Gordon Wenham）。

## レプリカ
石柱のレプリカは世界各地にある。
たとえば有名な場所としては、アメリカニューヨーク市の国連本部、国際司法裁判所が置かれているオランダ・ハーグの平和宮（Vredespaleis）、
イギリスの大英博物館（フランスルーブル博物館所蔵の石柱からメス型をつくり複製したもの）のほか、ドイツベルリンのペルガモン博物館、ドイツの
ハンブルグ大学 などである。
日本では岡山市北区の岡山市立オリエント美術館、東京池袋の古代オリエント博物館、三鷹市の中近東文化センター、東広島市の広島大学文学部（広島大学総合博物館文学研究科サテライト館）、甲府市の山梨学院大学大学院棟、西南学院大学図書館、東京都世田谷区世田谷の国士舘大学等で見ることができる
石柱の原寸大のものだけでなく卓上に置ける縮小版のものも通信販売している業者が英語圏にはある。

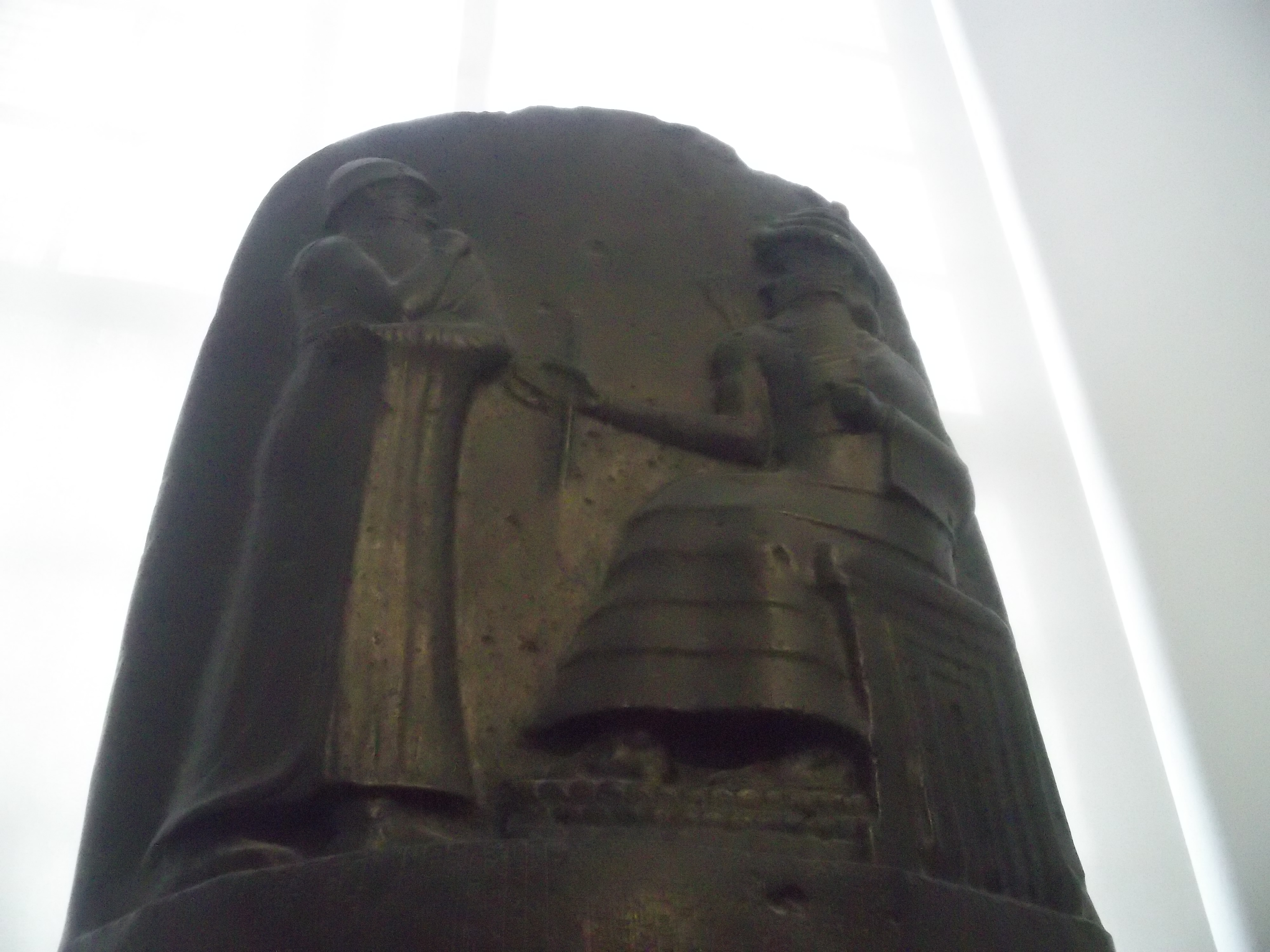
ドイツペルガモン博物館のレプリカ
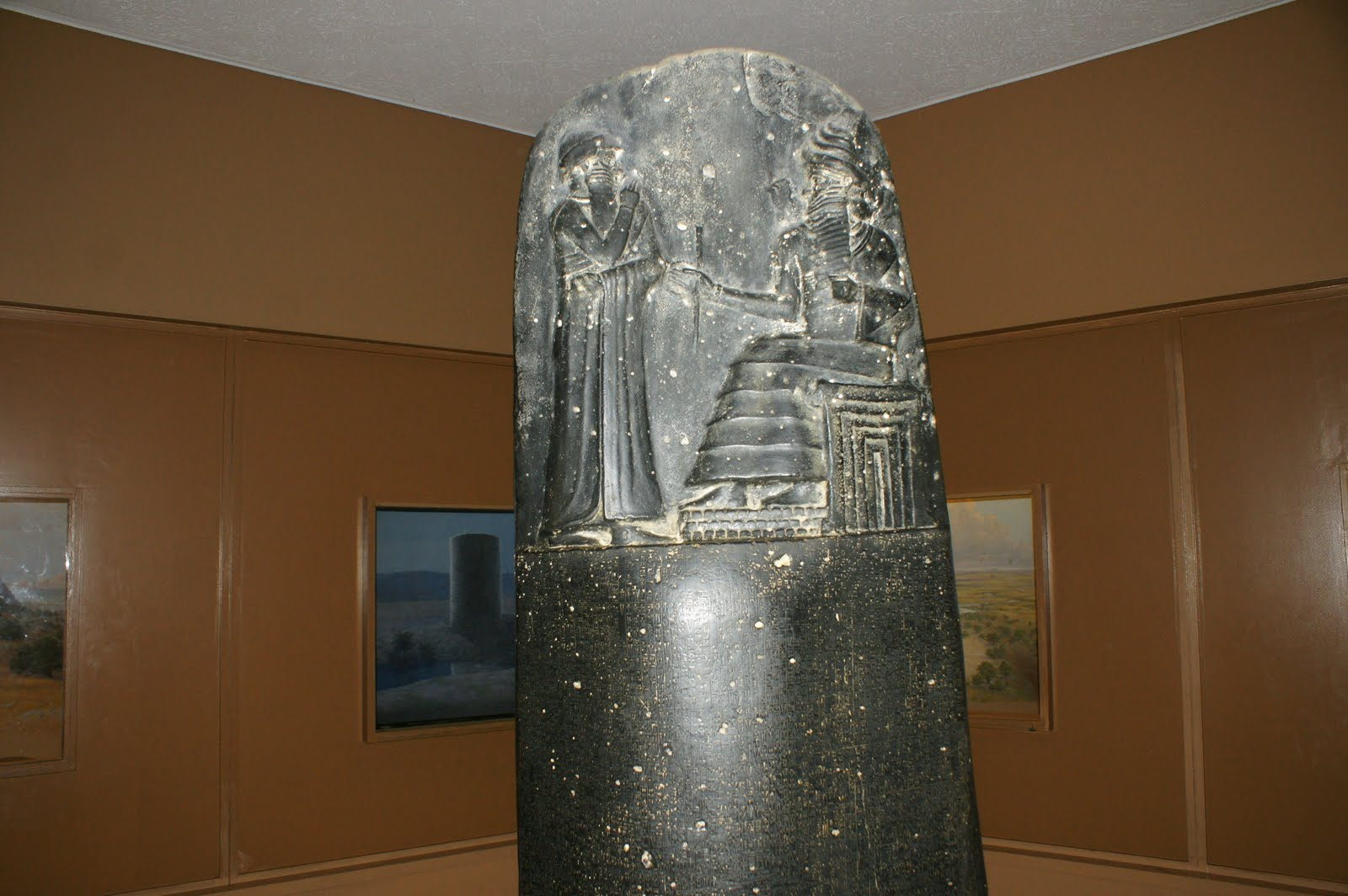
アメリカ自然史博物館のレプリカ
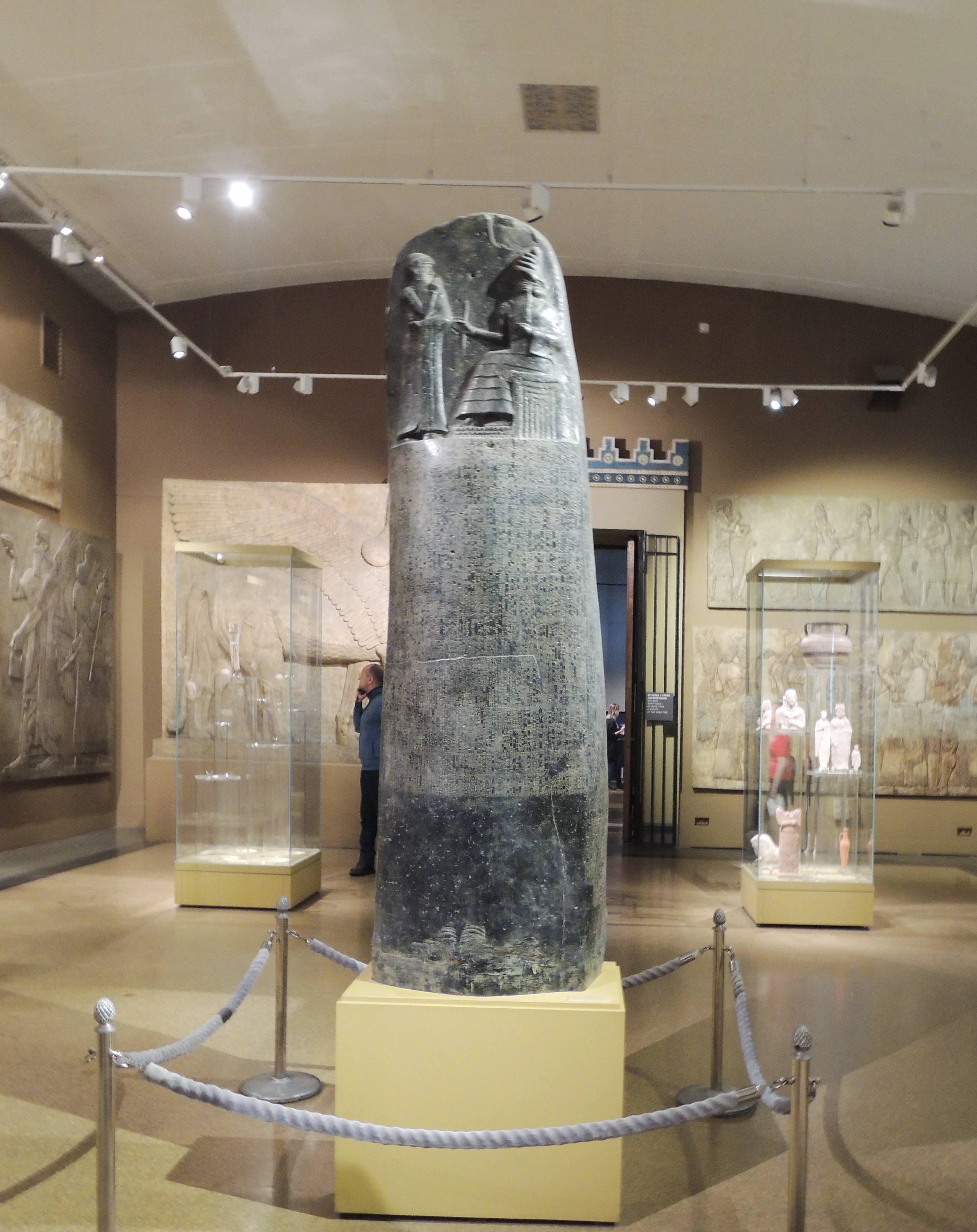
ロシアプーシキン美術館のレプリカ